# Hnylyï Tikytch
La rivière Hnylyï Tikytch (en ukrainien : Гнилий Тікич ; en russe : Гнилой Тикич, Gniloï Tikitch) est un cours d'eau d'Ukraine, et un affluent droit de la Sinioukha, dans le bassin hydrographique du Boug méridional.
La Hnylyï Tikytch arrose les oblasts de Tcherkassy et de Kiev. La ville de Zvenyhorodka est bâtie sur ses rives.